# Galenbecker See
Galenbecker See är en insjö i det nordtyska förbundslandet Mecklenburg-Vorpommern. Sjön är belägen 10 kilometer sydöst om staden Friedland i distrikt Mecklenburgische Seenplattes östra delen. Galenbecker See avvattnas till  Stettiner Haff.

## Naturskydd
Sjön ligger i ett naturskyddsområde som inrättades 1938 och förstorades under 1990-talet. Det omfattar sjön Galenbecker See och olika kärr omkring sjön på en yta av 18,85 km².